# Чумакаевка
Чумака́евка — село в Бакчарском районе Томской области, Россия. Входит в состав Поротниковского сельского поселения.
Население — ↘112 (2021).

## География
Деревня расположена на востоке Бакчарского района, на берегу реки Бакчар у впадения в неё речки Костихи. С северо-запада и запада к Чумакаевке примыкают массивы осиново-берёзовых лесов.

## История
Исторический населённый пункт южных селькупов — юрты Чумаковы (заимка Чумакова / Чумакаева). В 1911 г.: 1 хозяйство — 7 селькупов. На карте Томской губернии 1921 г. юрты Чумакаевы обозначены в низовьях р. Тетеренки, а на месте современной д. Чумакаевки обозначено другое селькупское поселение — юрты К. Воянова.

## Население
| 2002 | 2010 | 2012 | 2013 | 2014 | 2015 | 2021 |
| ---- | ---- | ---- | ---- | ---- | ---- | ---- |
| 217  | ↘177 | ↘169 | ↘166 | ↗172 | →172 | ↘112 |

## Местное самоуправление
Глава поселения — Мария Винальевна Игишева (и. о.).

## Социальная сфера и экономика
В деревне работают библиотека, фельдшерско-акушерский пункт и дом культуры.
Действуют несколько частных предпринимателей и подворий, работающих в сфере сельского хозяйства (в основном, скотоводства) и розничной торговли.